# نادي نايستفيد
نادي نايستفيد لكرة القدم (بالفرنسية: Næstved Boldklub A/S)‏ نادي كرة قدم دنماركي يلعب في دوري الدرجة الأولى . تم تأسيس النادي في سنة 1939 .